# 北沃特福德 (緬因州)
北沃特福德（英語：North Waterford）是位於美國緬因州牛津縣的一個非建制地區。

## 地理
北沃特福德所處的海拔為高於海平面189米（即620英呎），而該地所採用的時區為UTC-5，即北美东部時區（EST）。同時該地設有夏令時間，為UTC-5調快一小時，即UTC-4（EDT）。